# Internationaal Cultureel Centrum
Het Internationaal Cultureel Centrum of ICC was een instelling voor hedendaagse kunst in Antwerpen die bestond tussen 1970 en 1998. Uit het ICC is het Nieuw Internationaal Cultureel Centrum (NICC) voortgekomen, het Museum van Hedendaagse Kunst Antwerpen is de erfgenaam van het patrimonium.

## Geschiedenis
Het Internationaal Cultureel Centrum werd in 1969 opgericht, op initiatief van het ministerie van Nederlandse Cultuur, door de Vlaamse Gemeenschap. Vlaams minister van Cultuur Frans Van Mechelen kreeg het vroegere Koninklijk Paleis op de Meir ter beschikking als locatie voor de nieuwe instelling. In 1970 opende het Internationaal Cultureel Centrum op het adres Meir 50 in Antwerpen, de eerste directeur was kunstcriticus en BRT-programmamaker Ludo Bekkers. Het was de eerste publieke instelling voor hedendaagse kunst in Vlaanderen. Samen met onder andere het Paleis voor Schone Kunsten en de Wide White Space Gallery bood het ICC een platform voor actuele en avant-garde kunst in België. In 1972 werd Flor Bex aangesteld als directeur. Onder Bex werd het ICC een dynamische plek waar men nieuwe kunstvormen, zoals performance en videokunst, leerde kennen. Hij maakte van het ICC een tentoonstellingsruimte voor actuele nationale en internationale kunst en richtte een videostudio en productiecentrum op. Zo kregen jonge kunstenaars de kans om met deze nieuwe kunstvorm te experimenteren.
Het ICC bracht het tweemaandelijks tijdschrift ICC bulletin uit.
In 1977 nodigde Flor Bex de Amerikaanse kunstenaar Gordon Matta-Clark uit om een pand aan de Ernest Van Dijckkaai in Antwerpen te bewerken. Matta-Clark sneed cirkels en maansikkels uit de vloeren en plafonds. Hij vormde het gebouw zo om tot een kijkdoos. Het pand werd, ter ere van de vierhonderdste verjaardag van de Antwerpse barokschilder Peter Paul Rubens Office Baroque gedoopt.
In 1987 opende het Museum van Hedendaagse Kunst Antwerpen (M HKA) met Flor Bex als directeur. De opening van dit nieuwe museum in Antwerpen zorgde er voor dat het ICC vanaf 1990 bij de werking van het KMSKA werd ondergebracht.
Onder hevig protest van een groep kunstenaars sloot het ICC in 1998 de deuren. De protesterende kunstenaars richtten hierop het NICC op (het Nieuwe ICC), een nationale organisatie van en door kunstenaars. Het complete archief van het ICC werd geërfd door het M HKA.
Van 18 december 2004 tot en met 27 februari 2005 liep in het M HKA de tentoonstelling Dear ICC – Aspecten van de actuele kunst in België 1970-1985 die gecureerd werd Johan Pas naar aanleiding van zijn doctoraal proefschrift over het ICC Beeldenstorm in een spiegelzaal: het ICC en de actuele kunst 1970-1990. Het proefschrift van Pas werd in 2005 uitgegeven bij LannooCampus.

## Tentoonstellingen (selectie)
- Neoklassieke schilderkunst in Frankrijk, 2 december 1972 tot 7 januari 1973
- o.a. Luc Deleu en Leo Copers, Aspecten van de actuele kunst in België/ Aspects de l'art actuel en Belgique, 13 juli tot 18 augustus 1974
- Carmen Gloria Morales, 10 april tot 9 mei 1976
- Paul Joostens, 1889-1960, 26 juni tot 12 september 1976
- Klaus Ritterbusch, Fotografische "variabelen", 1976
- Antoni Muntadas, Muntadas, 13 november tot 12 december 1976[3]
- Biënnale van de kritiek/Biennale de la critique, 12 november tot 23 december 1977[4]
- Jan Vercruysse, 13 oktober tot 12 november 1978
- Buky Schwartz, Box #1, 27 mei tot 25 juni 1978
- Marie-Jo Lafontaine, 1979[5]
- Paul den Hollander, 24 november tot 23 december 1979
- Raoul De Keyser, 1980
- "1980" o.a. Guillaume Bijl, Guy Bleus, Danny Devos, Ria Pacquée, Guy Rombouts, Philippe Van Snick, en Jan Vercruysse, 28 juni tot 7 september 1980
- Actuele Franse Kunst, 27 februari tot 11 april 1982
- o.a. Jan Cox, Pol Mara en Dan Van Severen, Picturale opties '50 - '70, 24 april tot 16 mei 1982
- o.a. Luc Brusselman, Freek Hulstaert, Anne-Mie van Kerckhoven, Actuele Beelding, 3 juli tot 29 augustus 1982
- Anne-Mie Van Kerckhoven, Le Mal, la Morale et Sentimental, 3 tot 30 november 1982
- Paul de Vylder, Gringo Total, 11 juni tot 3 juli 1983